# Hylotorus
Hylotorus is een geslacht van kevers uit de familie van de loopkevers (Carabidae). De wetenschappelijke naam van het geslacht is voor het eerst geldig gepubliceerd in 1823 door Dalman.

## Soorten
Het geslacht Hylotorus omvat de volgende soorten:
- Hylotorus basilewskyi Luna de Carvalho, 1974
- Hylotorus blanchardi Raffray, 1882
- Hylotorus bucephalus (Gyllenhal, 1817)
- Hylotorus caroli Reichensperger, 1913
- Hylotorus hottentotta Westwood, 1874
- Hylotorus uelensis Reichensperger, 1925